# The Pain of Catastrophe
«The Pain of Catastrophe» —en español: «El Dolor de [una] Catástrofe»— es un sencillo de la banda japonesa 12012. Fue lanzado el 26 de mayo de 2010, en tres versiones distintas, todas incluyen las canciones «The Pain of Catastrophe«» y «Kage tsuzuri» (影綴り?), la edición limitada tipo A incluye un DVD con el video promocional de la canción que le da título al sencillo, la edición limitada tipo B incluye como pista adicional la canción «Closet Garden» y la edición regular incluye la versión instrumental de «The Pain of Catastrophe».
Alcanzó el número # 49 en el ranking del Oricon Style Singles Weekly Chart.

## Lista de canciones
| Edición Regular (CD) |                                          |          |  |
| N.º                  | Título                                   | Duración |  |
| 1.                   | «The Pain of Catastrophe»                |          |  |
| 2.                   | «Kage tsuzuri»                           |          |  |
| 3.                   | «The Pain of Catastrophe» (Instrumental) |          |  |

| Edición Limitada Tipo A (CD) |                           |          |  |
| N.º                          | Título                    | Duración |  |
| 1.                           | «The Pain of Catastrophe» |          |  |
| 2.                           | «Kage tsuzuri»            |          |  |

| Edición Limitada Tipo A (DVD) |                                |          |  |
| N.º                           | Título                         | Duración |  |
| 1.                            | «The Pain of Catastrophe» (PV) |          |  |

| Edición Limitada Tipo B (CD) |                           |          |  |
| N.º                          | Título                    | Duración |  |
| 1.                           | «The Pain of Catastrophe» |          |  |
| 2.                           | «Kage tsuzuri»            |          |  |
| 3.                           | «Closet Garden»           |          |  |